# Знакомство с родителями 4
«Знакомство с родителями 4» (англ. Focker In-Law) — предстоящая американская комедия режиссёра Джона Гамбурга. Роберт Де Ниро, Бен Стиллер, Оуэн Уилсон, Блайт Даннер и Терри Поло вернутся к своим ролям из предыдущих фильмов франшизы «Знакомство с родителями». К актерскому составу присоединится Ариана Гранде.
Премьера фильма запланирована на 25 ноября 2026 года.

## Сюжет
Генри, сын Грега и Пэм, обручился с девушкой, но по неким причинам невестка не слишком понравилась Грегу. Он сомневается, что Генри должен связать свою жизнь именно с ней.

## В ролях
- Роберт Де Ниро — Джек Бернс
- Бен Стиллер — Гейлорд («Грег») Факер
- Оуэн Уилсон — Кевин Роули
- Блайт Даннер — Дина Бернс
- Терри Поло — Пэм Бернс-Факер
- Ариана Гранде

## Производство
В декабре 2024 года стало известно, что новый фильм во франшизе «Знакомство с родителями» находится в разработке студии Universal Pictures. Джон Гамбург должен написать сценарий, а Роберт Де Ниро, Бен Стиллер, Терри Поло и Блайт Даннер ведут переговоры о возвращении к своим ролям.
В марте 2025 года было подтверждено, что Джон Гамбург напишет сценарий и снимет фильм. Подтверждено также возвращение актёров к своим предыдущим ролям. В мае 2025 года к актёрскому составу присоединилась Ариана Гранде.
В июне 2025 года объявлено, что студия Paramount Pictures станет сопродюсером фильма, поскольку она выступила международным дистрибьютором предыдущей части серии — «Знакомство с Факерами 2» (2010). Позже в том же месяце было подтверждено, что Оуэн Уилсон вернётся к своей роли Кевина Роули. В конце июля начались переговоры о привлечении Скайлера Гисондо к проекту. Позднее в том же месяце было объявлено название фильма — Focker In-Law.
Основные съёмки начнутся 18 августа 2025 года в Нью-Йорке и продлятся до 4 ноября.
Премьера фильма запланирована на 25 ноября 2026 года.